# American Truck Simulator
American Truck Simulator  est un jeu de simulation de poids lourd qui complète la gamme de simulateurs de camion avec Euro Truck Simulator 2. Développé par SCS Software pour Windows, Linux et Mac OS, dévoilé au cours de l'E3 2015, il sera disponible le 2 février 2016 pour les joueurs. Le jeu devrait également sortir fin 2025-2026 sur les consoles de salon Xbox série X et S, ainsi que sur PlayStation 5. Ce jeu place le joueur dans la peau d'un routier devant effectuer des livraisons de diverses marchandises dans plusieurs villes d'Amérique du Nord. Il peut se jouer en solo mais également en multijoueurs.
Le jeu inclut sept licences officielles, Peterbilt, Kenworth, Volvo Trucks, International trucks, Mack Trucks, Western Star et Freightliner

## Système de jeu
Le jeu est basé sur le système de jeu d'Euro Truck Simulator 2. Au début du jeu, le joueur doit choisir une ville ou sera installé son siège social parmi les deux états proposés, la Californie et le Nevada.

### Camions

#### Peterbilt
- Peterbilt 389[5]
- Peterbilt 579

#### Kenworth
- Kenworth T680
- Kenworth W900[6]

#### Volvo Trucks
- Volvo VNL[7]

#### International trucks
- International LoneStar[8]
- International LT
- International 9900i

#### Mack Trucks
- Mack Anthem[9]

#### Western Star
- Western Star 49X
- Western Star 57X
- Western Star 5700XE

#### Freightliner
- Freightliner Cascadia

## Contenus téléchargeables
Outre les patchs et mises à jour gratuites, SCS Software a décidé de sortir régulièrement de nouveaux DLC payants.

### États
| Date de sortie    | État            | Extension ou M.A.J       |
| ----------------- | --------------- | ------------------------ |
| 2 février 2016    | Californie      | Jeux de base             |
| 2 février 2016    | Nevada          | Jeux de base             |
| 6 juin 2016       | Arizona         | Extension "Arizona"      |
| 9 novembre 2017   | Nouveau-Mexique | Extension "New Mexico"   |
| 4 octobre 2018    | Oregon          | Extension "Oregon"       |
| 11 juin 2019      | Washington      | Extension "Washington"   |
| 7 novembre 2019   | Utah            | Extension "Utah"         |
| 16 juillet 2020   | Idaho           | Extension "Idaho"        |
| 12 novembre 2020  | Colorado        | Extension "Colorado"     |
| 7 septembre 2021  | Wyoming         | Extension "Wyoming"      |
| 4 août 2022       | Montana         | Extension "Montana"      |
| 15 novembre 2022  | Texas           | Extension "Texas"        |
| 1er août 2023     | Oklahoma        | Extension "Oklahoma"     |
| 30 novembre 2023  | Kansas          | Extension "Kansas"       |
| 16 mai 2024       | Nebraska        | Extension "Nebraska"     |
| 16 septembre 2024 | Arkansas        | Extension "Arkansas"     |
| 3 avril 2025      | Missouri        | Extension "Missouri"     |
| 10 juillet 2025   | Iowa            | Extension "Iowa"         |
| À Venir           | Louisiane       | Extension "Louisiana"    |
| À Venir           | Illinois        | Extension "Illinois"     |
| À Venir           | Dakota du Sud   | Extension "South Dakota" |

#### Californie
Sortie le 2 février 2016 sur Steam lors du lancement du jeu, la Californie compte 22 villes.

#### Nevada
Sortie le 2 février 2016 sur Steam lors du lancement du jeu, le Nevada compte 10 villes.

#### Arizona
Sortie le 6 juin 2016 sur Steam, cette extension gratuite ajoute 16 nouvelles villes au jeu.

#### New Mexico
Sortie le 9 novembre 2017 sur Steam, cette extension payante ajoute plus de 4 000 miles de nouvelles routes dans le jeu, 14 grandes villes, 8 nouveaux quais d'entreprise et industries. Elle est disponible sous version téléchargeables sur Steam.

#### Oregon
Sortie le 4 octobre 2018 sur Steam. Avec cette extension payante, la carte de jeu s'agrandit de plus de 5 000 miles (8 047 km). De plus, l'état se compose de 14 villes majeures, de 13 aires de repos uniques et de 17 nouvelles entreprises et ports. Plus de 700 nouveaux modèles 3D ont été conçus pour la réalisation de l'Oregon. L'état comprend principalement des forêts, des rivières et des hauts déserts.

#### Washington
Sortie le 11 juin 2019 sur Steam, cette extension payante ajoute 18 nouvelles villes au jeu.

#### Utah
Sortie le 7 novembre 2019, cette extension payante ajoute 10 nouvelles villes au jeu.

#### Idaho
Sortie le 16 juillet 2020, en tant qu'extension payante. 11 nouvelles villes sont ajoutées.

#### Colorado
Sortie le 12 novembre 2020. Cette extension payante ajoute 13 nouvelles villes.

#### Wyoming
Annoncée le 9 décembre 2020, cette extension payante est finalement sortie le 7 septembre 2021 avec l’ajout de 10 nouvelles villes.

#### Montana
Annoncée le 17 novembre 2021, soit presque un an après l'annonce du DLC Texas qui sera son successeur, cette extension payante sort le 4 août 2022 et ajoute 15 nouvelles villes au jeu.

#### Texas
Annoncée le 21 décembre 2020 durant le stream de Noël. Sortie le 15 novembre 2022 et ajoutant 29 nouvelles villes au jeu, il s'agit de la plus grande extension payante proposée.

#### Oklahoma
Annoncée le 15 novembre 2022 juste avant la sortie du DLC Texas. Il s'agira de la plus petite extension de carte proposée, là où la précédente était la plus grande.

#### Kansas
Dévoilé grâce à des indices dissimulés dans le stream de Noël du 20 décembre 2022 et officiellement annoncé le 28 janvier 2023, le Sunflower State devrait compléter la carte du jeu dans la deuxième moitié de 2023.

#### Nebraska
Officiellement annoncé le 11 août 2023

#### Arkansas
Officiellement annoncé le 12 septembre 2023

#### Missouri
Officiellement annoncé le 29 décembre 2023

#### Iowa
Officiellement annoncé le 18 juin 2024

#### Louisiane
Officiellement annoncé le 10 octobre 2024

#### Illinois
Officiellement annoncé le 11 février 2025

#### Dakota de Sud
Officiellement annoncé le 7 juin 2025

### Autres DLC

#### Heavy Cargo Pack
Cette extension sortie le 7 juin 2017 au prix de 4,99 € ajoute 9 remorques surdimensionnées, dont un bulldozer et un transformateur.

#### Special Transport
Le DLC Special Transport est sorti le 7 novembre 2018 au prix de 4,99 €. Il apporte le fait de pouvoir conduire des convois exceptionnels à travers certaines routes de la carte de jeu.

#### Steering Creations Pack
Ce DLC ajoute 20 volants pour camion. Cette extension payante a été réalisée en partenariat avec Steering Creations, une entreprise de création de volants américaine.

#### DLC Cabin Accessories
Le Cabin Accessories pack comprend plus de 100 variations d'articles différents, y compris (mais sans s'y limiter) de la nourriture et des boissons pour les longs trajets, des articles à suspendre, des peluches, des articles à thème américain, des vêtements, et bien plus encore !

#### Packs de peinture
Sont publiés régulièrement des packs de peinture pour camions sous forme d'extensions payantes.

### Mods
En plus des patchs gratuits, les joueurs ont également la possibilité d'ajouter plusieurs éléments au jeu de base par le biais de mods : modifications ou nouvelles cartes, nouvelles entreprises, nouvelles remorques, nouveaux camions et accessoires, améliorations du gameplay (de la physique, de l'environnement…). Certains partagent également leurs skins (extérieurs ou intérieurs) ou encore d'autres modifications, qu'ils ont eux-mêmes conçu.

## Accueil
- Gameblog : 7/10[19]
- Jeuxvideo.com : 15/20[20]
- PC Gamer : 80 %[21]

En août 2020, SCS Software annonce que le jeu s'est vendu à 2,5 millions d'exemplaires.